# La Brigade des 800
Pour plus de détails, voir Fiche technique et Distribution.
La Brigade des 800 (八佰, Bābǎi) est un film chinois réalisé par Guan Hu, sorti en 2020.
Le film a pour sujet la défense de l'entrepôt Sihang en 1937 lors de la bataille de Shanghai, au début de la seconde guerre sino-japonaise.

## Synopsis
Au commencement de la Seconde guerre sino-japonaise, et de la  Seconde Guerre mondiale, l'Armée impériale japonaise envahit Shanghai. Xie Jinyuan de l'Armée nationale révolutionnaire dirige la défense de l'entrepôt Sihang sous les ordres de Chiang Kai-Shek.

## Fiche technique
- Titre original : 八佰, Bābǎi
- Titre français : La Brigade des 800
- Réalisation : Guan Hu
- Scénario : Guan Hu et Rui Ge
- Photographie : Yu Cao
- Montage : Tu Yiran et He Yongyi
- Musique : Rupert Gregson-Williams et Andrew Kawczynski
- Budget : 80 000 000 $ [2]
- Pays d'origine : Chine
- Format : Couleurs - 35 mm - 2,35:1 - Dolby Digital
- Genre : guerre
- Durée : 149 minutes
- Date de sortie :
  - Chine : 21 août 2020
  -  France : 9 mai 2021 directement en DVD et Blu-ray

## Distribution
- Huang Zhi-zhong : Lao Hulu
- Zhang Junyi : Little Hubei
- Hao Ou : Duan Wu
- Jiang Wu : Lao Tie
- Zhang Yi : Lao Suanpan
- Wang Qianyuan : Yang Guai
- Zhang Cheng : Lei Xiong
- Lu Siyu : Yang Ruifu
- Du Chun : Xie Jinyuan
- Wei Vision : Zhu Shengzhong
- Zhang Youhao : Xiao Qiyue
- Tang Yixin : Yang Huimin
- Li Jiuxiao : Dao Zi

## Production

### Genèse et développement
Le film a pour sujet la défense de l'entrepôt Sihang en 1937 lors de la bataille de Shanghai, au début de la seconde guerre sino-japonaise.

## Sortie

### Box-office
Le film engrange près de 160 millions d'euros de recettes en une semaine en Chine. Un mois après sa sortie, le film atteint 425 millions de dollars de recettes, devenant le plus gros succès au box-office de l'année 2020, jusqu'à la sortie internationale de Demon Slayer: Kimetsu no Yaiba, le film : Le Train de l'Infini en 2021, qui a permis à ce dernier (sorti au Japon en 2020 mais avec des recettes domestiques bien inférieures) de passer devant.